# Lichun
El calendario chino tradicional divide un año en 24 términos solares. Lìchūn, Risshun, Ipchun o Lập xuân es el primer término solar. Comienza cuando el Sol alcanza la longitud celeste de 315° y termina cuando alcanza la longitud de 330°. Más a menudo se refiere en particular al día en que el Sol se encuentra exactamente en la longitud celeste de 315°. En el calendario gregoriano, generalmente comienza alrededor del 4 de febrero y termina alrededor del 18 de febrero (19 de febrero, hora de Asia Oriental). También es el comienzo de un ciclo sexagesimal.

## Pentadas
Cada término solar se puede dividir en 3 pentadas (候). Estas son: primera pentada (初 候), segunda pentada (次 候) y última pentada (末 候). La pentadas en Lichun incluyen:
China
- Primera pentad: Dōng Fēng Jiě Dòng (Chino tradicional: 東風解凍: "deshielo del viento del este")
Yuè Lìng Qī Shí Èr Hòu Jí Jiě (月 令 七 十二 候 集解) explica el nombre de esta pentada: No se llama deshielo 'el hielo de invierno se encuentra con el viento de primavera y se derrite con el viento de primavera', sino el deshielo del 'viento del este', porque Lü Shi Chun Qiu dijo que el este está asociado con la madera y la madera genera fuego,[4] por lo que el aire es cálido y hace que el hielo se descongele. (凍結 于 冬 遇 春風 而 解散 不 曰 春 而 曰 東 者 呂氏 春秋 曰 東方 屬 木木 火 母 也 然 氣溫 故 解凍)
- Segunda pentada (Chino tradicional: 蟄蟲始振; pinyin: zhé chóng shǐ zhèn; "los insectos que hibernan se despiertan")
- Última pentada (Chino tradicional: 魚上冰; pinyin: yú shàng bīng; "los peces nadan hacia arriba cerca del hielo")[5]

Japón
- Primera pentada: 東風 解凍
- Segunda pentada: 黄鶯 睍 睆
- Última pentada: 魚 上 氷

## Tradición
Lichun significa tradicionalmente el comienzo de la primavera en las culturas de Asia oriental. El año nuevo chino se celebra en esta época. Los agricultores a menudo celebran el comienzo de Lichun con eventos especiales en la aldea, adoración y ofrendas a los dioses taoístas y budistas y ceremonias para un año nuevo feliz y próspero. En China, la gente lo celebra comiendo chūnbǐng (春餅) en este día.
Según algunas escuelas de Feng Shui, si naces después del Año Nuevo Chino pero antes o incluso el primer día de Lichun, se te considera el animal del zodíaco del año lunar chino anterior.
En el calendario lunisolar, el día de Año Nuevo puede ser antes o después de Lichun. Un año sin Lichun se llama 無 春 年 (sin año de primavera).無 春 年 también se conoce como 寡婦 年 (año de la viuda) en el norte de China o 盲 年 (año ciego) en el sur de China. Se cree que un matrimonio no tiene suerte si tiene lugar en un año sin Lichun.
En la República Popular de China, el día de Lichun se festeja el Día del Granjero desde 1941.
En Singapur, existe la práctica de depositar dinero en cuentas bancarias en Lichun, lo que muchos creen que les traerá buena fortuna.

## Cultura popular
Lichun fue mencionado con frecuencia en la literatura. La referencia más famosa es probablemente el poema (杜甫) shi (詩) del poeta chino Du Fu, simplemente titulado Lìchūn (立春):

春日春盤細生菜

忽憶兩京梅發時

盤出高門行白玉

菜傳纖手送青絲

巫峽寒江那對眼

杜陵遠客不勝悲

此身未知歸定處

呼兒覓紙一題詩

Este poema habla de la costumbre tradicional de comer chūnbǐng (春餅) en este día.